# Mahlon Morris Garland

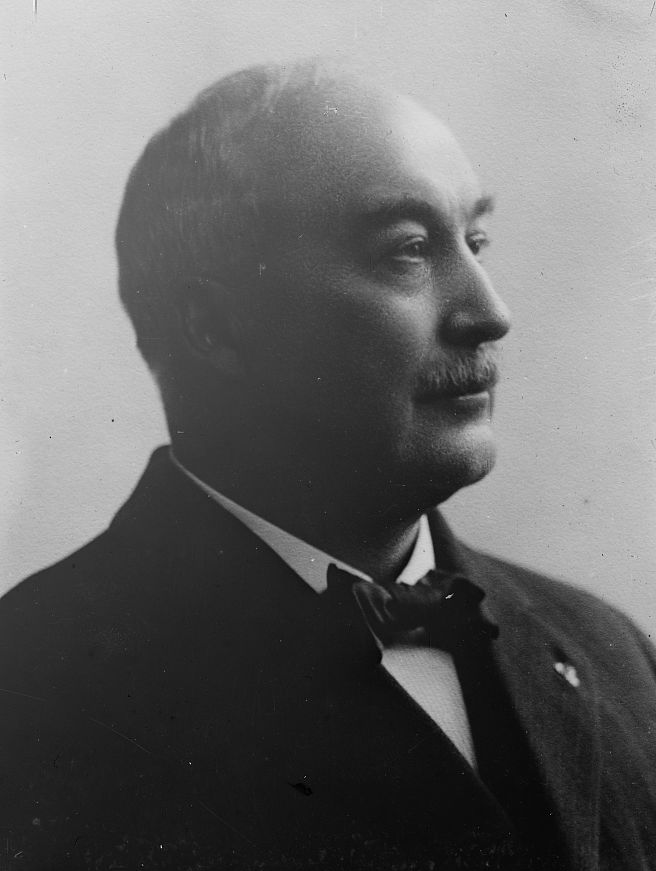
Mahlon Morris Garland

Mahlon Morris Garland (* 4. Mai 1856 in Pittsburgh, Pennsylvania; † 19. November 1920 in Washington, D.C.) war ein US-amerikanischer Politiker. Zwischen 1915 und 1920 vertrat er den Bundesstaat Pennsylvania im US-Repräsentantenhaus.

## Werdegang
Noch in seiner Kindheit zog Mahlon Garland mit seinen Eltern nach Alexandria, wo er die öffentlichen Schulen besuchte. Später arbeitete er in der Metallindustrie. Er schloss sich der dortigen Gewerkschaft Amalgamated Association of Iron, Steel and Tin Workers an und wurde deren Präsident. In den Jahren 1886 und 1887 saß er im Stadtrat von Pittsburgh. Von 1898 bis 1915 leitete er die Bundeszollbehörde in Pittsburgh. In der Gewerkschaftsbewegung stieg er bis zum Vizepräsidenten der American Federation of Labor auf. Außerdem gehörte er dem Schulausschuss seiner Heimatstadt Pittsburgh an. Politisch war er Mitglied der Republikanischen Partei.
Bei den Kongresswahlen des Jahres 1914 wurde Garland im staatsweiten 33. Wahlbezirk von Pennsylvania in das US-Repräsentantenhaus in Washington gewählt, wo er am 4. März 1915 die Nachfolge von Arthur Ringwalt Rupley antrat. Nach zwei Wiederwahlen konnte er bis zu seinem Tod am 19. November 1920 im Kongress verbleiben. Ab 1919 war er Vorsitzender des Committee on Mines and Mining. In seine Zeit im Kongress fiel der Erste Weltkrieg. Außerdem wurden in den Jahren 1919 und 1920 der 18. und der 19. Verfassungszusatz ratifiziert. Dabei ging es um das Verbot des Handels mit alkoholischen Getränken bzw. um die bundesweite Einführung des Frauenwahlrechts.
Zum Zeitpunkt seines Todes war Mahlon Garland bereits für die am 3. März 1921 beginnende Legislaturperiode wiedergewählt worden. Er wurde in Pittsburgh beigesetzt.